# Kevin McClelland
Kevin William McClelland (né le 4 juillet 1962 à Oshawa, Ontario au Canada) est un joueur professionnel canadien de hockey sur glace.

## Carrière de joueur
Repêché par les Whalers de Hartford en 1980, il fut envoyé aux Penguins de Pittsburgh en compensation pour Greg Millen avant même d'avoir commencé sa carrière professionnelle. Il se joint aux Penguins au terme de la saison 1981-1982, récoltant 5 points en 10 parties en saison régulière. Il fut plus tard échangé aux Oilers d'Edmonton avec lesquels il remporta à quatre reprises la Coupe Stanley. Il y connut aussi sa saison la plus productive dans la Ligue nationale de hockey, marquant 36 points lors de la saison 1985-1986.
Il joua par la suite pour diverses équipes de la LNH mais joua majoritairement dans la Ligue américaine de hockey jusqu'à sa retraite après la saison 1994-1995. Il devint par la suite entraîneur au niveau junior avant de joindre l'équipe des Maple Leafs de Saint-Jean. Il y fut l'un des entraîneurs-adjoints pendant cinq saisons avec d'accepter le poste d'entraîneur-chef des RiverKings de Memphis de la Ligue centrale de hockey, poste qu'il occupa deux saisons. Il occupe maintenant ce poste avec les Eagles du Colorado.

## Statistiques
| Saison     | Équipe                    | Ligue      |     | Saison régulière | Saison régulière | Saison régulière | Saison régulière | Saison régulière |    | Séries éliminatoires | Séries éliminatoires | Séries éliminatoires | Séries éliminatoires | Séries éliminatoires |
| Saison     | Équipe                    | Ligue      | PJ  | B                | A                | Pts              | Pun              | PJ               | B  | A                    | Pts                  | Pun                  |                      |                      |
| 1978-1979  | Legionnaires d'Oshawa     | Ontario    | 64  | 50               | 74               | 124              | -                | -                | -  | -                    | -                    | -                    |                      |                      |
| 1979-1980  | Flyers de Niagara Falls   | OMJHL      | 67  | 14               | 14               | 28               | 71               | 10               | 6  | 3                    | 9                    | 49                   |                      |                      |
| 1980-1981  | Flyers de Niagara Falls   | OMJHL      | 68  | 36               | 72               | 108              | 186              | 12               | 8  | 13                   | 21                   | 42                   |                      |                      |
| 1981-1982  | Flyers de Niagara Falls   | LHO        | 46  | 36               | 47               | 83               | 184              | 5                | 5  | 5                    | 10                   | 14                   |                      |                      |
| 1981-1982  | Penguins de Pittsburgh    | LNH        | 10  | 1                | 4                | 5                | 4                | 5                | 1  | 1                    | 2                    | 5                    |                      |                      |
| 1982-1983  | Penguins de Pittsburgh    | LNH        | 38  | 5                | 4                | 9                | 73               | -                | -  | -                    | -                    | -                    |                      |                      |
| 1983-1984  | Skipjacks de Baltimore    | LAH        | 3   | 1                | 1                | 2                | 0                | -                | -  | -                    | -                    | -                    |                      |                      |
| 1983-1984  | Penguins de Pittsburgh    | LNH        | 24  | 2                | 4                | 6                | 62               | -                | -  | -                    | -                    | -                    |                      |                      |
| 1983-1984  | Oilers d'Edmonton         | LNH        | 52  | 8                | 20               | 28               | 127              | 18               | 4  | 6                    | 10                   | 42                   |                      |                      |
| 1984-1985  | Oilers d'Edmonton         | LNH        | 62  | 8                | 15               | 23               | 205              | 18               | 1  | 3                    | 4                    | 75                   |                      |                      |
| 1985-1986  | Oilers d'Edmonton         | LNH        | 79  | 11               | 25               | 36               | 266              | 10               | 1  | 0                    | 1                    | 32                   |                      |                      |
| 1986-1987  | Oilers d'Edmonton         | LNH        | 72  | 12               | 13               | 25               | 238              | 21               | 2  | 3                    | 5                    | 43                   |                      |                      |
| 1987-1988  | Oilers d'Edmonton         | LNH        | 74  | 10               | 6                | 16               | 281              | 19               | 2  | 3                    | 5                    | 68                   |                      |                      |
| 1988-1989  | Oilers d'Edmonton         | LNH        | 79  | 6                | 14               | 20               | 161              | 7                | 0  | 2                    | 2                    | 16                   |                      |                      |
| 1989-1990  | Oilers d'Edmonton         | LNH        | 10  | 1                | 1                | 2                | 13               | -                | -  | -                    | -                    | -                    |                      |                      |
| 1989-1990  | Red Wings de Détroit      | LNH        | 61  | 4                | 5                | 9                | 183              | -                | -  | -                    | -                    | -                    |                      |                      |
| 1990-1991  | Red Wings de l'Adirondack | LAH        | 27  | 5                | 14               | 19               | 125              | -                | -  | -                    | -                    | -                    |                      |                      |
| 1990-1991  | Red Wings de Détroit      | LNH        | 3   | 0                | 0                | 0                | 7                | -                | -  | -                    | -                    | -                    |                      |                      |
| 1991-1992  | Maple Leafs de Saint-Jean | LAH        | 34  | 7                | 15               | 22               | 199              | 5                | 0  | 1                    | 1                    | 9                    |                      |                      |
| 1991-1992  | Maple Leafs de Toronto    | LNH        | 18  | 0                | 1                | 1                | 33               | -                | -  | -                    | -                    | -                    |                      |                      |
| 1992-1993  | Maple Leafs de Saint-Jean | LAH        | 55  | 7                | 20               | 27               | 221              | 1                | 0  | 0                    | 0                    | 7                    |                      |                      |
| 1993-1994  | Hawks de Moncton          | LAH        | 39  | 3                | 5                | 8                | 233              | 1                | 0  | 0                    | 0                    | 2                    |                      |                      |
| 1993-1994  | Jets de Winnipeg          | LNH        | 6   | 0                | 0                | 0                | 19               | -                | -  | -                    | -                    | -                    |                      |                      |
| 1994-1995  | Americans de Rochester    | LAH        | 22  | 0                | 2                | 2                | 93               | -                | -  | -                    | -                    | -                    |                      |                      |
| Totaux LNH | Totaux LNH                | Totaux LNH | 588 | 68               | 112              | 180              | 1672             | 98               | 11 | 18                   | 29                   | 281                  |                      |                      |

## Trophées et honneurs personnels
Ligue nationale de hockey
- 1980 : repêché par les Whalers de Hartford en 4e ronde, à la 71e position
- 1984, 1985, 1987 & 1988 : remporta la Coupe Stanley avec les Oilers d'Edmonton.

## Transactions en carrière
- 29 juin 1981 : transféré aux Penguins de Pittsburgh par les Whalers de Hartford avec Pat Boutette en compensation de la signature de Greg Millen avec Hartford.
- 5 décembre 1983 : échangé aux Oilers d'Edmonton par les Penguins de Pittsburgh avec un choix de 6e ronde (Emanuel Viveiros) lors du repêchage d'entrée dans la LNH en 1984 en retour de Tom Roulston.
- 2 novembre 1989 : échangé aux Red Wings de Détroit par les Oilers d'Edmonton avec Jimmy Carson et un choix de 5e ronde (échangé plus tard aux Canadiens de Montréal, Montréal sélectionne Brad Layzell) lors du repêchage d'entrée dans la LNH en 1991 en retour de Adam Graves, Petr Klíma, Joe Murphy et de Jeff Sharples.
- 2 septembre 1991 : signe un contrat comme agent libre avec les Maple Leafs de Toronto.
- 12 août 1993 : échangé aux Jets de Winnipeg par les Maple Leafs de Toronto.
- 8 juillet 1994 : échangé aux Sabres de Buffalo par les Jets de Winnipeg en retour de considérations futures.